# Сото (село)
Сото (рос. Сото) — село у Мегіно-Кангалаському улусі Республіки Сахи Російської Федерації.
Населення становить 3 особи. Належить до муніципального утворення Догдонгинський наслег.

## Історія
Згідно із законом від 30 листопада 2004 року органом місцевого самоврядування є Догдонгинський наслег.

## Населення
| 2002 | 2010 |
| ---- | ---- |
| 28   | ↘3   |